# 汇报 (报纸)
《汇报》，是上海第一份由国人所办中文日报，也是第一个试验股份制的中文报业。该报创刊于1874年6月16日（清同治十三年五月初三），先后经历《汇报》、《彙报》、《益报》三个阶段，历时一年半，于1875年12月4日（光绪元年十一月初七）停刊。

## 创办
19世纪70年代，上海的报业均为外国人把持，著名外文报纸有《字林西报》《万国公报》等，中文报纸有英国商人美查创办的《申报》等。但当时《申报》的报道和评论中涉及英帝国主义侵略中国，在中国的土地上推行殖民主义政策这个要害问题上，有惟英国殖民者的利益是从的表现。上海缺少一份国人自办的报纸来为民族发声。
此时，随着西方思想观念的传播、通讯技术的引入以及新闻人才的积累，国人办报的条件也逐渐成熟。在此背景下，中国首位赴美留学生容闳在其短期回国间隙筹办了《汇报》，其广东省香山县同乡、上海知县叶廷眷捐款首倡，招商局总办唐廷枢亦大力支持。报纸的具体规划，则由启蒙思想家、实业家，时任招商局股东的郑观应完成。《汇报》创刊后，即宣布了其鲜明的办报宗旨：“本局为中华日报，自宜求有益于华之事而言之。故于有裨中国者，无不直陈，而不必为西人讳也。”
此外，郑观应还在《创办上海汇报章程并序》的序言中指出：“盖闻西洋向有新报馆之设，原以励风俗、宣教化，俾善者劝而恶者惩，兼之采朝野之新闻、穷格致之物理，下及舟楫留行、市厘货价，烂然备列，流遍寰区，扩充见闻，增长绅智，自非妄谈国政、空论是非者比，有益于民生国计、世道人心，岂浅鲜哉！ …… 若夫遐迩名流、才智之士，苟有鸿词伟论，发人深警，自当亟为登录，庶知我中国人才有高出寻常万万者。窃私上海为华洋辐辏之区，事赜人稠，足资观感。拟欲仿照泰西新报，兼译洋文，传述中外风土人情，格致功用，既可维持风教，又堪裨益民生。夙志未果，心殊惜之。兹集同人，共襄美举。纠集千股，汇成万金。兴创大局，必期先定格式，俾各循矩蹈规，以垂久远。”由此可见，《汇报》亦尤其重视开启民智、净化风俗的责任与作用。

## 章程
《汇报》创刊时，清政府尚未颁布报律。 为防止官方不必要的干预，发刊之初先立规矩以自律，是十分必要的。由郑观应撰写的《汇报》章程共十三条。
第一条：本局设上海，名曰汇报局，公举董事数名协同商办。一切局务议交邝君容阶一人总理，以专责成;其余局内司事人等，必须认真选充，查明来历，出具保结，方可任用。务以各尽各责，不得人浮于事，设有差池，惟原保事问。
第二条：本局汇合资本一万两为率，分作一千股；每股先付规银十两，每两每年一分官利，闰月不计。
三、四、五、六条，规定银钱存息、经费开支、总理权责及局员制度。在财务管理方面，包括银钱存息、经费开支、帐目核算与审查等，实行了财务公开制度。
第七条：本局专以翻刻中外新闻，逐日传报，以期改良社会之习惯，周悉外人之风尚，考较商业之良窳，增进国民之智慧，尤要协力同心，公正办理，以图生意畅旺。
八、九、十、十一、十二条，分别言明每年盈余、账目制度、股票收存与出让、股份更换等规定。关于股票出让，规定“ 一经售定，即行到局注部转换股票，但不准让与洋人”。利润的分配有三种方式：官利、溢利与花红，并规定了分派时间。
第十三条：凡有到局请刻新闻，其词句间或讥人私恶，或败人名节，是非混淆，种种恶习，概勿承刻，免生事端。如事实关要，必期刊刻传播，使大众咸知者，务须先觅殷实保人，兼任出具保结，然后方准刊入日报，以昭慎重。
章程规定，该报纯为中国人的报纸，主权在我，其余可做权宜处理。

## 历史时期

### 《汇报》时期
《汇报》创刊后，由邝其照（容阶）主持报务。主笔管才叔，编辑贾季良等。
在言论上，《汇报》主张富国强民，革新自救，支持兴办洋务，振兴教育，倡导实业救国，反对殖民主义侵略，批评清政府的软弱外交。如在日本侵占台湾问题上，该报明确提出“台湾是我属地不容听若所为”。在英商怡和洋行修筑吴淞铁路问题上，该报连续发表《辩申报答铁路事》、《论中国开筑火车路》等专论，斥责《申报》支持英商开路是“助西人而敌中国”，认为“中国之开火车路，既无益，恐祸乱自此而生矣”。在派遣幼童出洋留学问题上，该报认为是件利国利民之好事，“幼童回国即可为国出力”。
1875年4月30日（光绪元年三月二十五），《汇报》发表署名为“沧江老瀛”的来稿《论新报》一文，是最早评论当时中国报刊出版状况的文献资料。
由于多次在消息评论中涉及政事，《汇报》遭到官府非议，引起股东担忧，有的要求退股，导致《汇报》改组。

### 《彙报》时期
1874年9月1日（光绪元年七月三十），《汇报》改组为《彙报》继续出版，期数另起。改由英文翻译葛理出面主持报务兼主笔由葛理出任发行人，以求政治庇护，实际产权末变。原主笔管才叔因意见不合去职。
改组后，《彙报》重申：“凡事之有关时务者，上则国计民生，下则日用行习；大则人心风俗，小则事物细微，无不博采旁搜，登诸日报。间取其尤关紧要者为论辩，相与发明。”《彙报》取消原设栏目，将专论置于首篇地位，有时甚至一天登出专论二、三篇，以表明报馆立场，而将原置刊首的“京报全录”插在新闻报道中。同时，成倍增加社会新闻和中外新闻的报道容量，将原十条左右新闻增加一倍，广告也有增加。
由于《彙报》继续与《字林西报》、《申报》、《德臣报》进行论战，又遇到种种困难，出版不到一年，即在1875年7月停刊。目前所见《彙报》最后一期出版于1875年5月14日（光绪元年四月初十）。

### 《益报》时期
1875年7月16日（光绪元年六月十四），《彙报》停刊后，主笔朱逢甲（莲生）创办《益报》。《益报》以“卷”代“张”，以“页”代“版”，日出一卷八页，创刊号载《本馆主人启》云：“敬请四方益友以见闻投集”，“或书近事，或述异闻，或壮而懔告霜严，或隽永而别饶风趣，或有快心佳句，或有得意奇文……俾得结文字缘而天下之益友何幸如之。”
《益报》政治立场与前期《汇报》相反，偏向清政府官方立场。版式较为沉闷，一般为前面刊登上谕、奏折、宫门抄、疏示类，后面接登新闻，末尾登文苑诗词。内容主要为转录《京报》，转译上海有利该报立场的各报评论，采摘各地社会新闻，每期约发28条左右，几乎每日报道上海会审公廨，尤其是英租界与法租界会审公案和重大案件，同时刊载文人墨客文苑诗词和商业、船讯广告。
《益报》仍与《申报》笔战不休，每隔数天均有专论和文章与之论辩，或反驳嘲骂，或罗织罪名，或捕捉文字错误，或为同一立场报纸张目，集中反驳《申报》提出的各种改革、改良和富国强民的观点。在轰动全国的杨乃武与小白菜案件中，袒护地方政府，攻击最先揭露此案真相的《申报》是“帮助谋死亲夫之淫妇”。在攻击《申报》的同时，还每日连篇累牍刊登各地读者“赞同、声援本报立场”的来信，以壮声势。此外，还发表过江南、湖北、广东、顺天等地的“乡试题名录”和灯谜。
1875年12月4日（光绪元年十一月初七），《益报》登出《本馆广告》，称主笔朱逢甲 “另有正事”，不再主持该报。《益报》共出116期，就此停办。

## 股份制尝试
与之前创办的独资报业和《申报》、《循环日报》等依托协议的合伙制报业不同，《汇报》章程提出了中文报业第一个股份制试验方案。章程规定报馆的股本总额为一万两，分一千股。一千股的股数大大增加了股权分散的可能性，每股十两，使《汇报》的股票能够面向社会中下层人士。
我国第一个尝试股份制的企业是1872年成立的轮船招商局。首任总办朱其昂招股不力，企业亏损，1873年轮船招商局试行商办，唐廷枢、徐润等著名买办入主招商局，重新制定招股章程与规章制度，使招商局走上了发展之路，也带来了国内股份制企业的兴起。《汇报》之所以会成为中国第一个实验股份制的报业，正是借了轮船招商局的东风。除了第四、六、七、十三条等要结合报馆特殊情况外，《汇报》章程条文完全是从轮船招商局的局规章程中照搬或稍加修改挪用过来的。
当时，股份制企业的设立采取的是特许制度，必须经地方衙门报朝廷批准。而《汇报》作为非官督商办的民营企业，尽管采取了类似公司制的招股方式和企业制度，但不可能得到特许。《汇报》股票的市场流通情况不明，但从当时情况看，其股票在市场流通的可能性不大。
由于报纸的宣传报道遭到官方的非议，不少股东要求退股。《汇报》的股份制尝试终告失败。